# Урюмкански хребет
Урюмка̀нският хребет (на руски: Урюмканский хребет) е среднопланински хребет в Забайкалието, в източната част на Забайкалски край на Русия. Простира се в посока от югозапад (изворите на река на Урюмкан) на североизток (река Аргун, дясна съставяща на Амур) на протежение от 210 km и ширина от 20 до 50 km. На северозапад долината на река Урюмкан (ляв приток на Аргун) го отделя от Газимурския хребет, а на югоизток долината на река Уров (ляв приток на Аргун) – от Нерчинския хребет. Преобладаващите височини са 900 – 1200 m, максимална връх Болшой Голец 1298 m (51°51′56″ с. ш. 119°24′03″ и. д. / 51.865556° с. ш. 119.400833° и. д.), издигащ се в централната му част. Изграден е основно от палеозойски скали. Преобладава среднопланинския релеф със значително хоризонтално и вертикално разчленение. Склоновете му са предимно стръмни, с дълбоко всечени речни долини. От него водят началото си река Урюмкан и всички нейни десни притоци, левите притоци на река Уров и реките Жиргода и Лубия (леви притоци на Аргун). Основните типове ландшафти са планинската тайга и планинската лесостеп.

## Топографски карти
- Лист от карта M-50-V Газимурский Завод. Мащаб: 1 : 200 000. Указать дату выпуска/состояния местности.
- Лист от карта M-50-VI Бол. Зерентуй. Мащаб: 1 : 200 000. Указать дату выпуска/состояния местности.
- Лист от карта M-50-XI Калга. Мащаб: 1 : 200 000. Указать дату выпуска/состояния местности.
- Лист от карта M-51-I Аргунск. Мащаб: 1 : 200 000. Указать дату выпуска/состояния местности.
- Лист от карта N-50-XXXVI. Мащаб: 1 : 200 000. Указать дату выпуска/состояния местности.